# 诺布桑波
诺布桑波（藏語：ཎོར་བུ་བཟང་པོ，威利转写：nor bu bzang po；1403年—1466年），即諾桑哇，西藏歷史上仁蚌巴的领袖，明代帕竹政权官员，藏族，属于格尔氏族。
他曾祖父格尔·释迦本为扎巴坚赞下属，祖父南喀堅贊是释迦仁钦的女婿，父親南喀杰波。他依靠父祖的資本，历任仁蚌宗宗本、曲弥万户长、萨迦大寺本钦。1432年，扎巴坚赞死后，诺布桑波请京俄索南坚赞决断，京俄索南坚赞请札巴迥乃继位。1435年，他出任娘麥桑珠孜的宗本，建立容地強欽寺，成為帕竹屬下的主要掌事大臣，對於薩迦派、噶舉派和格魯派一視同仁。他正式建立仁蚌巴政权，成為后藏事跡的統治者。因為帕竹政权內爭不斷，他也控制了前藏的大權。其子衮桑巴、措杰多吉。